# Nicrophorus vespillo
Nicrophorus vespillo là một loài bọ cánh cứng trong họ Silphidae được mô tả bởi Linnaeus in 1758.

## Hình ảnh

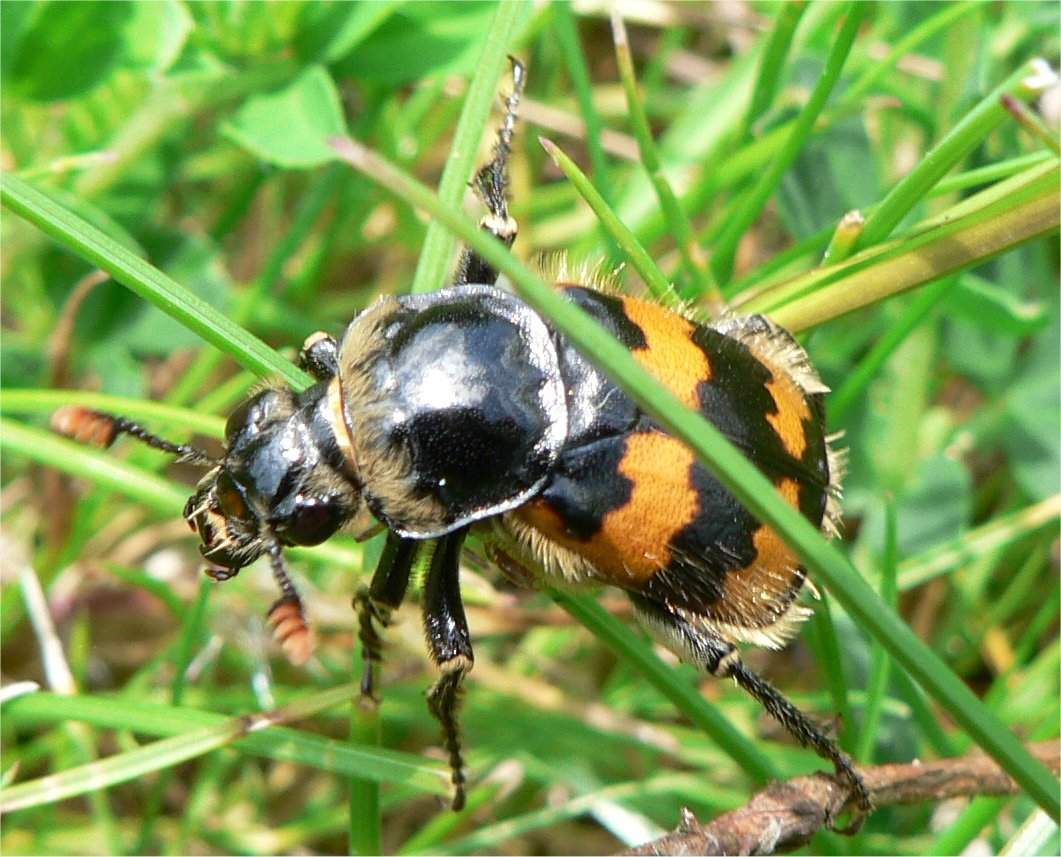
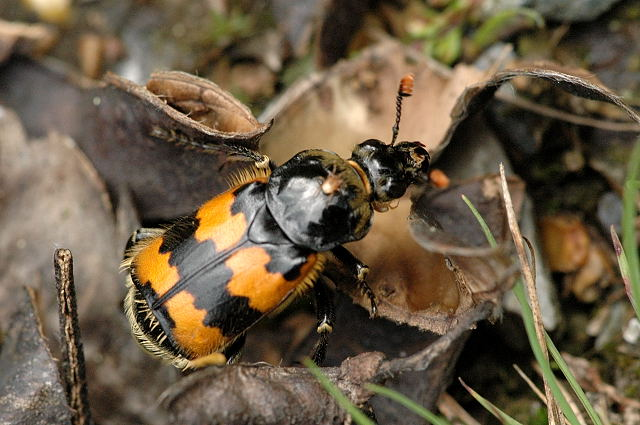
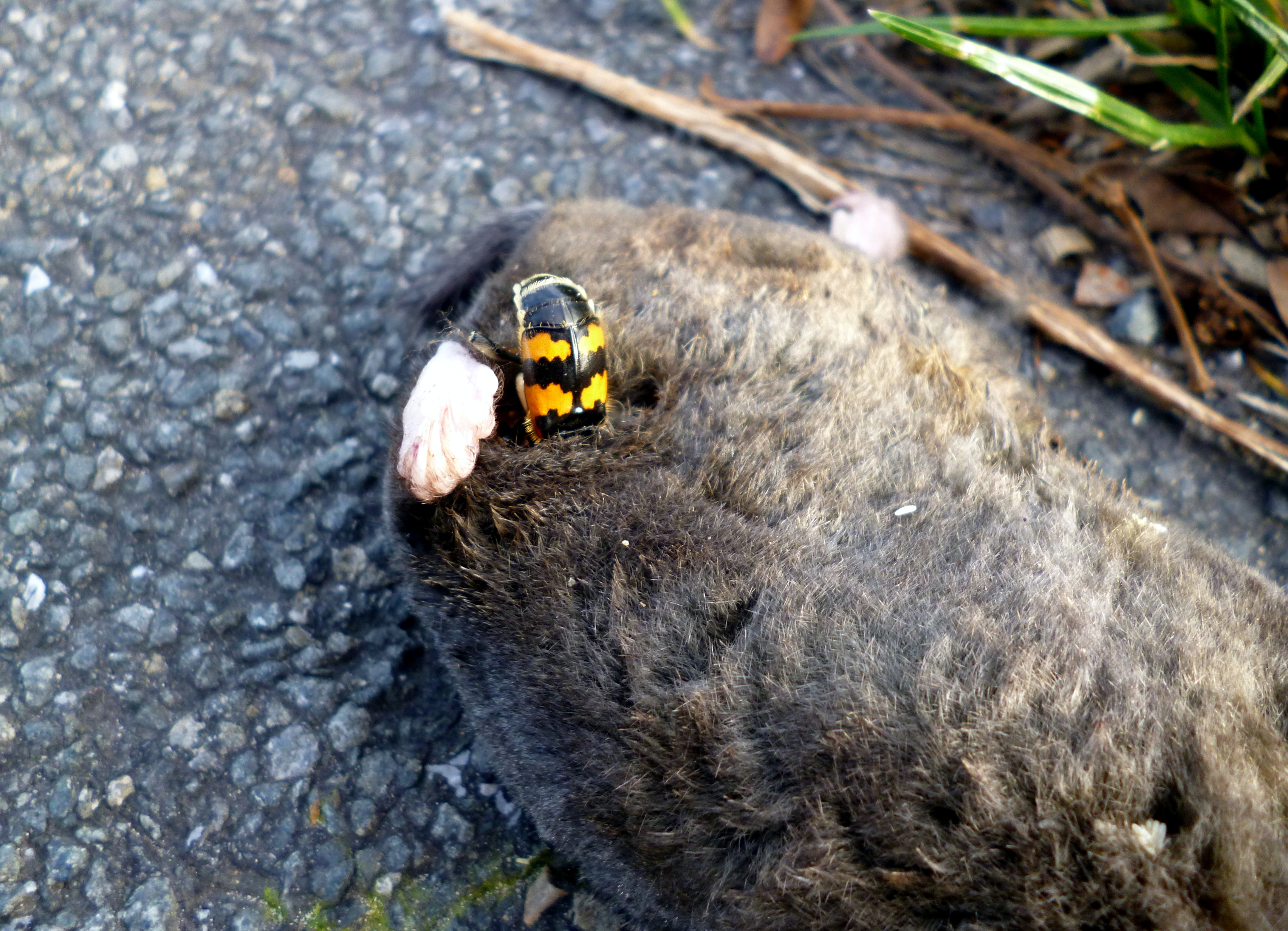
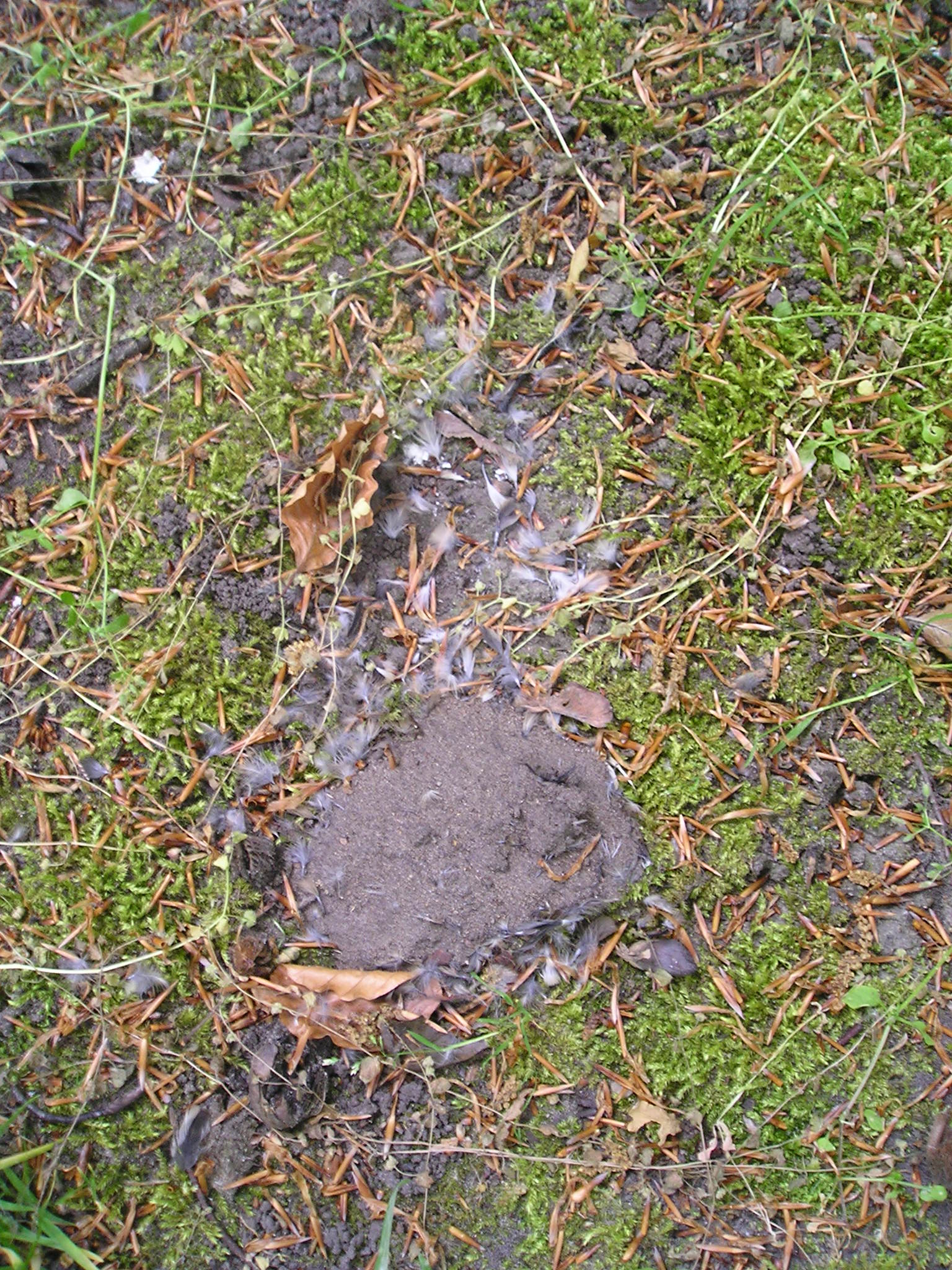